# Xylopia panamensis
Xylopia panamensis är en kirimojaväxtart som beskrevs av George Edward Schatz. Xylopia panamensis ingår i släktet Xylopia och familjen kirimojaväxter. Inga underarter finns listade i Catalogue of Life.